# Relógio Gros

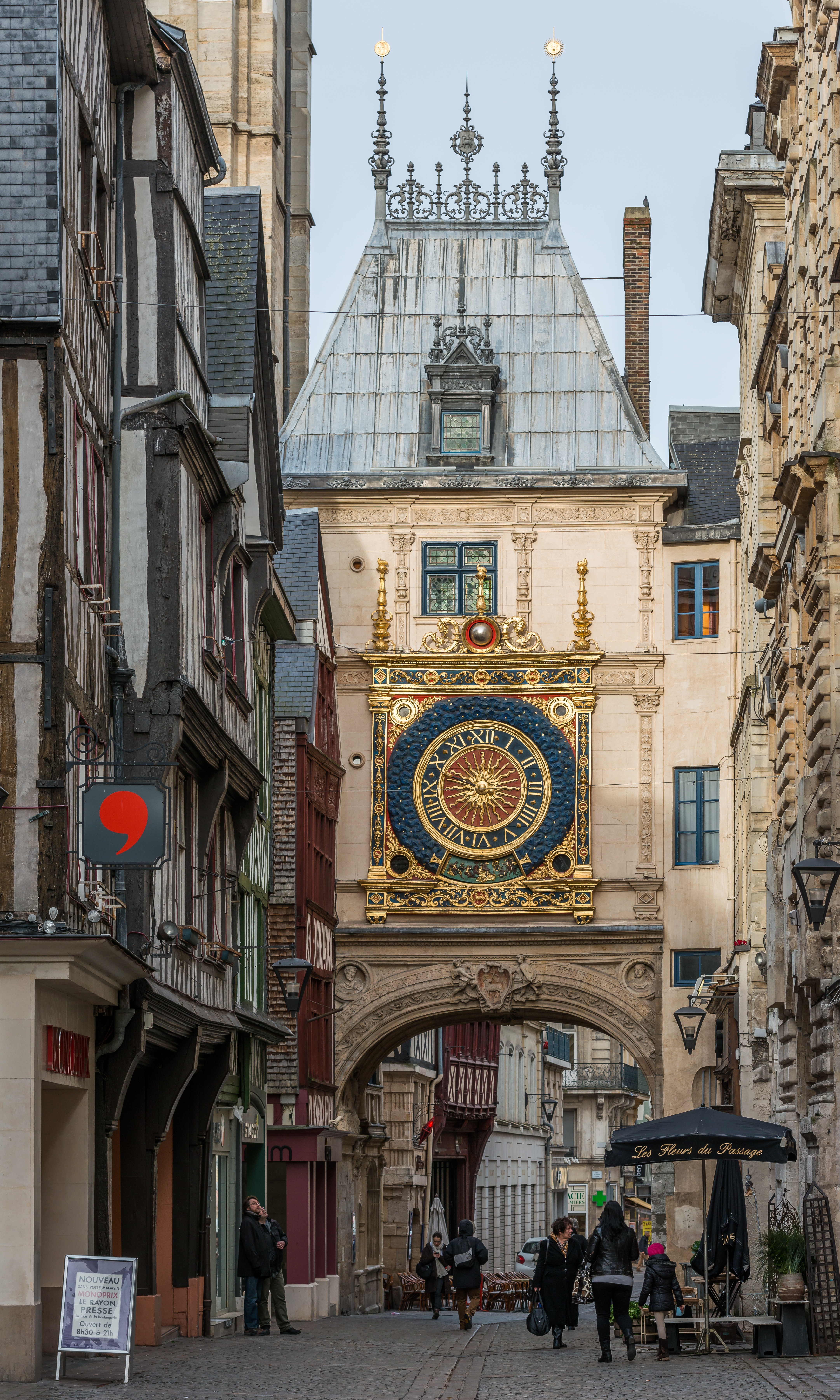
Relógio Gros em Ruão

O relógio Gros (do francês "gros-horloge", grande relógio) é um relógio astronômico do século XIV, localizado em Ruão, Normandia.
O relógio está instalado num arco renascentista sobre a Rua Gros-Horloge. O mecanismo é um dos mais antigos da França, ativado em 1389. A construção do mecanismo foi iniciada por  Jourdain del Leche, que não tinha o conhecimento necessário para terminar a tarefa, então os trabalhos foram completados por Jean de Felain, que foi o primeiro a ocupar a posição de "mestre relojoeiro" .
O relógio foi originalmente construído com um braço apenas, , com uma volta do braço representando 12 horas.
O mostrador renascentista, com o diâmetro de 2,5 m, representa um sol dourado com 24 raios sobre um fundo azul. A borda é decorada com imagens dum cordeiro, a mesma presente no escudo de armas da cidade.
As fases da lua aparecem em um óculo na parte superior. Completa uma rotação em 29 dias. Os dias da semana aparecem numa abertura na base, com imagens de divindades mitológicas para cada dia (Apolo para domingo, Selene para segunda, Marte para terça, etc.).

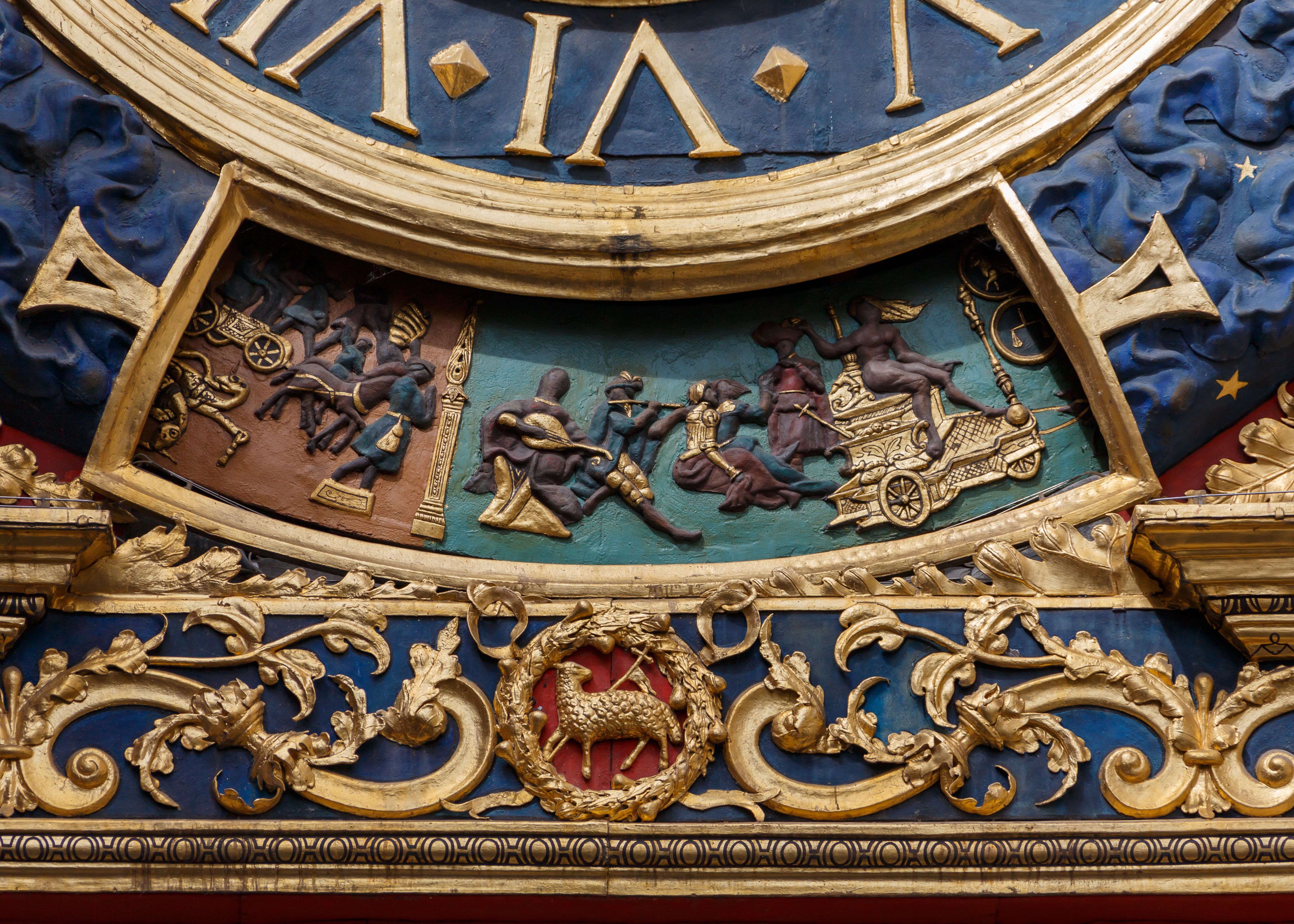
Os dias da semana
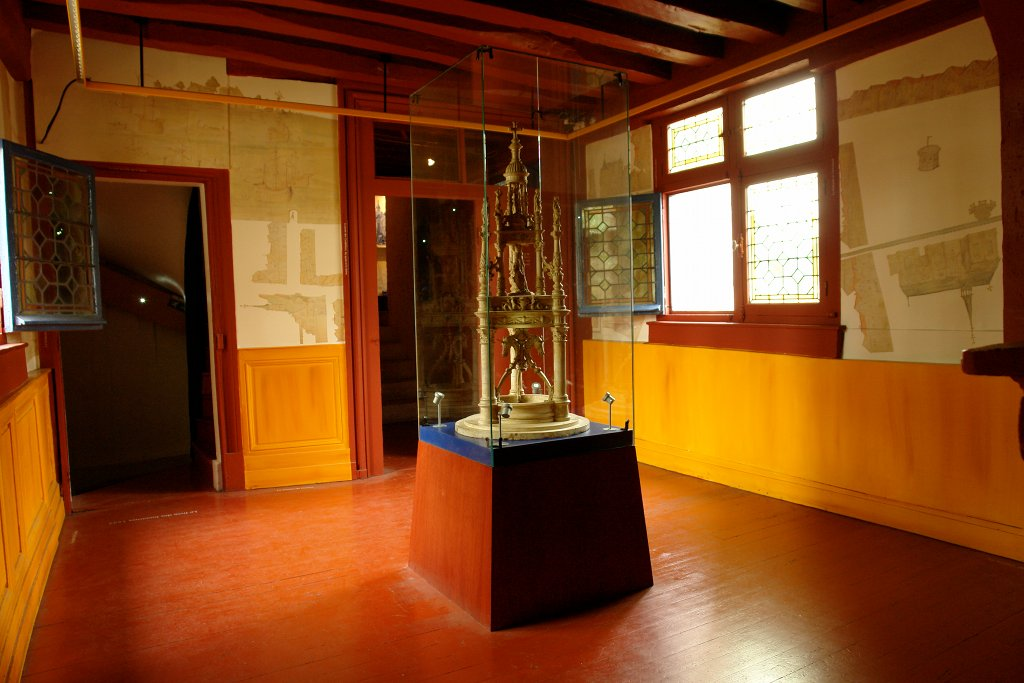
Sala interior
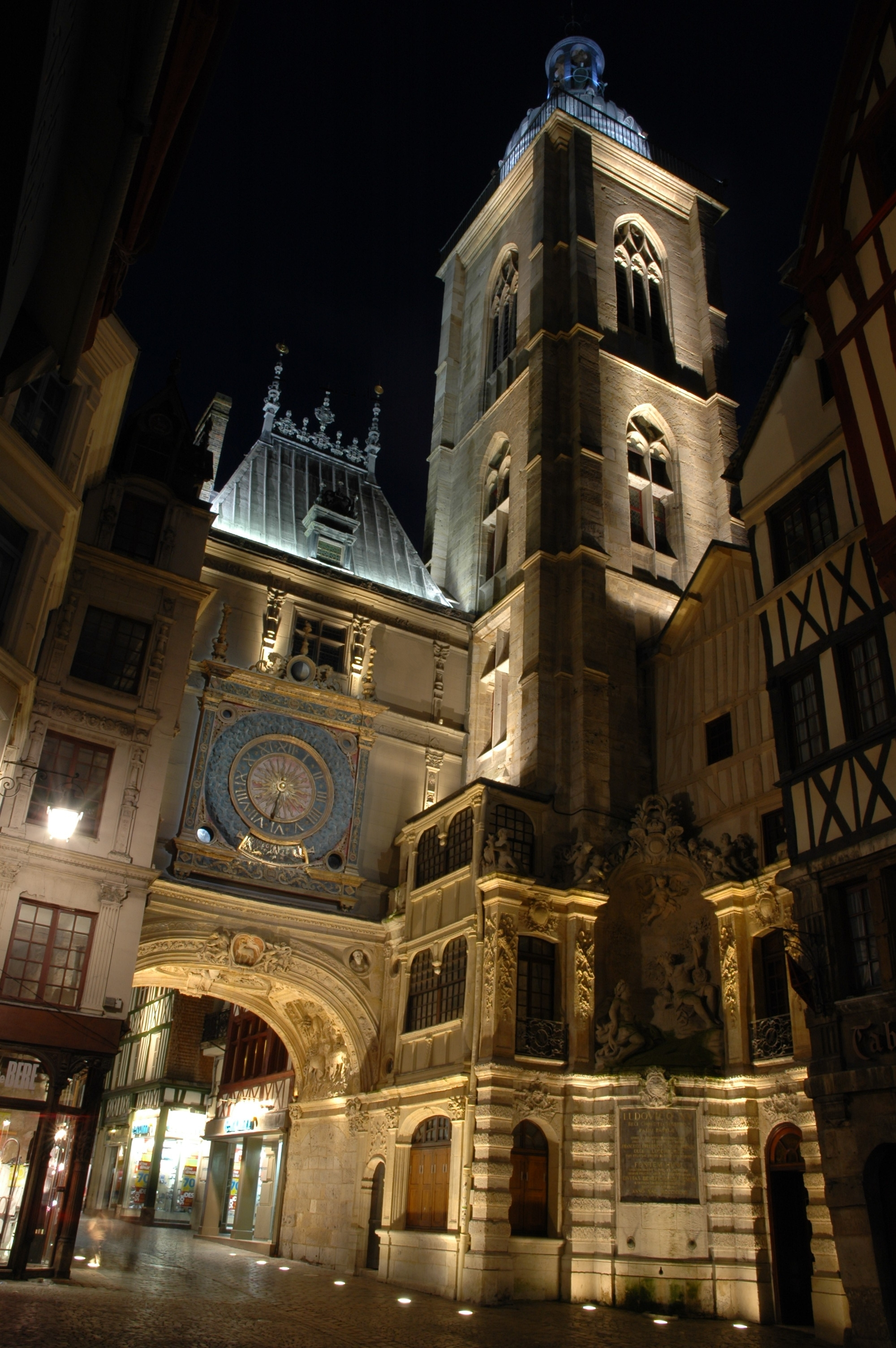
Vista noturna
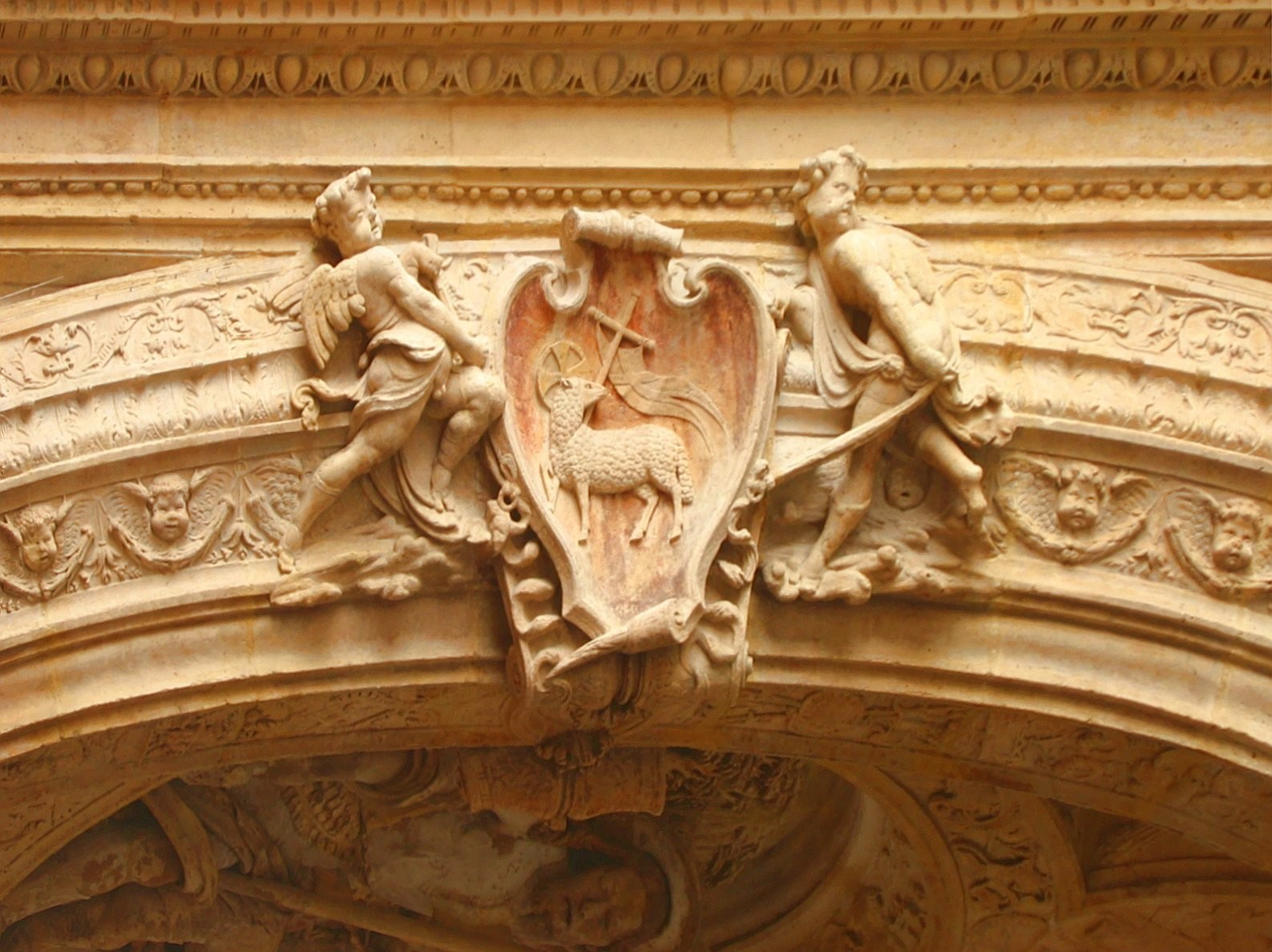
Detalhe da fachada